# Joh. B. Petzl & Sohn

Fabrik von Joh. B. Petzl & Sohn (um 1898)

Handseilerei

Mechanische Spinnerei

Seilschlagmaschine

Hechelei und Imprägniersaal

Das Unternehmen Joh. B. Petzl & Sohn war ein Seiler in Wien, der sich auf die Herstellung von Hanf- und Drahtseilen, Gurten, Hängematten, Turngeräten usw. spezialisierte.

## Geschichte

Wohnhaus und Werkstätte 1834

Werbung von Joh. B. Petzl & Sohn (1891)

Am 26. August 1825 erhielt Johann Petzl (* 31. August 1788 in Auerschitz; † 1833) die Befugnis zum Betriebe des Seilergewerbes in Wien. Er begann in der ehemaligen „Franz-Allee“, der späteren Kaiser-Josef-Straße, mit einer kleinen, einfachen Seilspinnerei. Im Jahre 1828 eröffnete er in den damaligen Kasematten beim Rotenturmtor mit sehr geringem Kapital ein Verschleißlokal, welches seine Frau Josefa erfolgreich leitete, während er als Firmeninhaber in der Werkstätte wie jeder Arbeiter tätig war.
Nach seinem Tod heiratete seine Witwe den Seilermeister Janusch und führte das Geschäft mit Erfolg weiter. So konnte sie im Jahre 1834 das an der Dietrichgasse 6 im 3. Bezirk Landstraße gelegene Häuschen erwerben und sich später ganz vom Geschäfte zurückziehen.
Josefa Petzl hatte einen Sohn aus ihrer ersten Ehe, Johann Baptist Petzl. 1848 erwarb er sich das Bürgerrecht der Stadt Wien. Während der Revolution von 1848/49 im Kaisertum Österreich vom 11. bis 30. Oktober 1848 war das k.k. Münzamt vor Plünderungen durch den Pöbel bedroht. Petzl besorgte als Bürgergrenadier der IV. Compagnie den Wachtdienst und wehrte die Brandlegungs- und Einbruchsversuche mit Tapferkeit und Selbstaufopferung ab. Dieser Leistung wurde mit dem Dekret der Direktion des k.k. Münzamtes vom 26. Dezember 1848 die dankbarste Anerkennung gezollt. Zwei Jahre später im Jahre 1850 übernahm er den Familienbetrieb. Unter seiner Leitung wurde es zu einem bedeutenden Unternehmen.
Infolge der Demolierung der Wiener Stadtmauern und Kasematten wurde im Jahre 1856 das Verkaufslokal in die Adlergasse 12, und von hier im Jahre 1875 nach dem Franz-Josefs-Kai 5 verlegt, wo sich die Verschleisstätte befand. Neben dem kommerziellen Erfolg genoss Johann B. Petzl auch die Anerkennung der eigenen Fachgenossen. Bei der Entsendung zur Weltausstellung London 1862 wurde ihm durch die Commune Wien schriftlich die Anerkennung für seine Verdienste erteilt.
Unter den von ihm gemachten Erfindungen und eingeführten Verbesserungen waren die Wickelmaschinen und die Maschine zur Erzeugung geteerter Seile. Johann B. Petzl begründete die Erzeugung der beliebt gewordenen Hängematten. Auch in der Verbesserung der Schafwollegurten, Aufzuggurten für Mühlen, Maschinengurten, Pferdenetz- und Knüpfarbeiten wurde Besonderes geleistet. Diese Leistungen erregten auch beim kaiserlichen Hof Aufmerksamkeit. Am 23. August 1864 wurde dem bürgerlichen Seilermeister Johann Baptist Petzl vom Obersthofmeisteramt der Titel eines k.u.k. Hof-Seilermeisters verliehen. Bei der Weltausstellung 1873 wurde er als erster mit der Verleihung der Fortschrittlichkeitsmedaille ausgezeichnet.
1881 wurde auch die maschinelle Erzeugung von Draht- und Hanfseilen eingeführt. In diesem Jahre wurde die Firma von der k.u.k. Kriegsmarine mit der Deckung des Bedarfes aller Arten Tausorten betraut. Im Jahre 1884 wurde Petzl für seine Verdienste um das Gewerbe mit Allerhöchster Entschließung vom 10. Jänner 1884 durch die Verleihung des Verdienstkreuzes ausgezeichnet. Seine Tätigkeit fand von vielen Seiten, insbesondere der k.k. Behörden, der Gemeinde Wien und der Kommission der Jubiläums-Gewerbeausstellung 1888 vollste Anerkennung. Johann B. Petzl war auch im öffentlichen Leben tätig: er war mehrere Jahre lang im Ausschuss des III. Wiener Gemeindebezirk Landstraße tätig.
Nach seinem Tod im Jahre 1888 übernahm seine Witwe Anna Katharina geb. Cichocki den Betrieb. 1892 führte sie die mechanische Spinnerei für Seile ein. Maschinen von der Firma Sam. Lawson & Sons aus Leeds in England wurden für die Herstellung verwendet. Diese Spinnmaschinen hatten den Vorteil, dass sie ebenso italienischen wie auch ungarischen und Manilahanf in seiner ganzen Länge spinnen konnten, deshalb entfiel das Abschneiden und Zerreißen. Dadurch gewannen die Seile bedeutend an Haltbarkeit gegenüber dem früher aus kurzem Hanf erzeugten Seile. Das Unternehmen führte auch die mechanische Erzeugung von Leinen, Schnüren und Garbenbindfäden. Für die Produktion dieser Garbenbindfäden erhielt Petzl bei der im Jahre 1893 von dem ungarischen Landesverein für Landwirtschaft zu Nyíregyháza veranstalteten Konkurrenzausstellung für Mähmaschinen ein Anerkennungsdiplom, in welchem diese Fabrikate als die besten von den zehn Konkurrenten bezeichnet wurden.
Die Witwe Anna Petzl führte Ende des 19. Jahrhunderts das Unternehmen gemeinsam mit ihren Söhnen Johann und Robert fort.